# Diana Silvers
Pour les articles homonymes, voir Silvers.
Diana Silvers est une actrice et mannequin américaine, née le 3 novembre 1997,,. Elle est principalement connue pour ses rôles de Hope dans la comédie Booksmart,, Maggie dans Ma et Erin dans la série Netflix Space Force.

## Biographie
Cinquième des six enfants d'un père psychiatre et d'une mère architecte, Diana Silvers est née le 3 novembre 1997 et a été élevée à Los Angeles, en Californie. Sa mère est suisse et son père est américain. Elle est juive du côté de son père,. Elle a trois frères aînés, une sœur aînée et sa sœur cadette, Ray Silvers, est une chanteuse.
Diana Silvers s'est rendu compte à onze ou douze ans qu'elle voulait être actrice après que ses parents l'ont mise dans des camps de théâtre et après avoir regardé le film Gilbert Grape. Elle a fréquenté l'Université de New York, d'abord pour le théâtre, mais a fait passer sa majeure à l'histoire avec une mineure en cinéma. Elle a abandonné au cours de sa troisième année fin 2017 après que la maison de son père a brûlé dans les incendies de forêt en Californie,,.

## Carrière
Elle a fait ses débuts d'actrice dans la série de Hulu intitulée Into the Dark et a ensuite joué dans le film de M. Night Shyamalan, Glass . Silvers a auditionné pour Ma alors qu'elle était à l'Université de New York, et bien qu'elle ait d'abord cru qu'elle avait échoué à l'audition, elle a reçu un appel lui indiquant qu'elle avait obtenu le rôle. Dans Ma, elle dépeint Maggie, dont les amis sympathisent avec le personnage principal qui commence bientôt à les terroriser. Diana a obtenu le script de Booksmart pendant le tournage de Ma et initialement, elle a été invitée à auditionner pour le rôle de Ryan, le personnage principal d'Amy, mais elle a plutôt auditionné pour Hope. En octobre 2018, il a été rapporté qu elle a rejoint le casting aux côtés de Jessica Chastain dans le film d'action Ava.
Le 26 septembre 2019, il a été annoncé que Diana allait interpréter le personnage d'Erin Naird dans la série de Netflix, Space Force.

## Filmographie

### Cinéma
- 2019 : Ma de Tate Taylor : Maggie
- 2019 : Glass de M. Night Shyamalan : Une pom-pom girl
- 2019 : Booksmart d'Olivia Wilde : Hope
- 2020 : Ava de Tate Taylor : Camille
- 2021 : Birds of Paradise de Sarah Adina Smith : Kate Sanders
- 2024 : The Killer de John Woo : Jenn Clark
- 2024 : Lonely Planet de Susannah Grant : Lily Kemp

### Télévision

#### Séries télévisées
- 2018 : Into the Dark (saison 1, épisode 2) : Kimberly Tooms
- 2020 : Space Force : Erin Naird